# Mode Muntu
Mode Muntu (de son vrai nom Ngoy Mukulu Muntu) est un artiste contemporain, plasticien et peintre congolais, né à Lubumbashi vers 1940 et mort en 1985 à Lubumbashi.

## Biographie
Naît d'une fratrie de 14 enfants dont il est l'aîné, à 14 ans il intègre l'Académie des Beaux-Arts d'Élisabethville sa ville natale où l'on repère son talent .
Après 10 ans d'interruption, Modeste Ngoie Mukulu Muntu, alias Mode Muntu revient à la peinture dans l'atelier que lui a aménagé Claude Charlier, à l'époque directeur de l'Académie.